# Głowienka preriowa
Głowienka preriowa (Aythya americana) – gatunek ptaka z rodziny kaczkowatych (Anatidae), zamieszkujący Amerykę Północną. Nie wyróżnia się podgatunków.

## Morfologia
Długość ciała 46–56 cm, rozpiętość skrzydeł 74–89 cm, masa ciała 630–1500 g. Samiec ma zaokrągloną głowę koloru miedzianoczerwonego. Dziób bladoniebieski, z czarnym zakończeniem. Tułów szary, czarna pierś, ogon i pokrywy podskrzydłowe. Samica jest koloru brązowego. Brzuch biały, czarno zakończony, szary dziób.

## Zasięg, środowisko
Główny rejon występowania to południowo-zachodnia Kanada i zachodnie Stany Zjednoczone – na południe po Kalifornię, Nowy Meksyk i Nebraskę; mniej liczne populacje także na Alasce, w rejonie Wielkich Jezior i w południowo-wschodniej Kanadzie. Zimują na znacznej części terytorium USA i Meksyku oraz w Gwatemali, na Bahamach, Kubie i innych wyspach w rejonie Karaibów.
Zamieszkuje przede wszystkim płytkie, słodkowodne jeziora, stawy i bagna, z wodą wystarczająco głęboką, by mogła w niej nurkować. Szczególnie sprzyjające lęgom warunki istnieją w rejonie o nazwie Prairie Pothole, gdzie występuje wiele sezonowych akwenów wypełnionych wodą z topniejącego śniegu i opadów deszczu. Spotykana jest także na słonawych i przybrzeżnych zatokach i jeziorach.

## Zachowanie
Często widywana pojedynczo; w parach lub w małych stadkach występuje w okresie wędrówek. Na popularnych zimowiskach występuje w stadach liczących setki, a nawet tysiące osobników. Lot szybki, niski i po prostej linii.
Jaja składa do własnego gniazda lub gniazd innych kaczek (tzw. pasożyt lęgowy). Wysiadywanie trwa 24–28 dni, zaś pisklęta opuszczają gniazdo już 3–18 godzin po wykluciu. Uzyskują zdolność lotu po 70–84 dniach.

## Status
Międzynarodowa Unia Ochrony Przyrody (IUCN) uznaje głowienkę preriową za gatunek najmniejszej troski (LC – Least Concern) nieprzerwanie od 1988 roku. Liczebność populacji w 2015 roku szacowano na 1,2 miliona osobników. Jest to ptak łowny, w latach 2013 i 2014 odstrzelano rocznie po nieco ponad 300 tysięcy osobników.